# 横山重之
横山 重之（よこやま しげゆき、大正3年（1914年） - 昭和52年（1977年））は、日本の実業家。能義醤油株式会社（現・ヤマノ株式会社）元取締役会長。横山家第10代当主。

## 経歴
- 1914年 - 島根県安来市に横山律（第9代当主）サトの長男として生まれる。島根商業学校（現・県立松江商業高校）卒業。家業の醤油醸造業に従事する。
- 1942年 - 能義醤油有限会社（現・ヤマノ株式会社）の設立と同時に取締役営業部長に就任。
- 1946年 - 同社取締役社長に就任。
- 1956年 - 同社取締役会長となる。

## その他
- 趣味は読書。宗教は真宗。

## 家族・親族
- 妻　田鶴子（青砥幸之助長女）
- 息子　洋之､睦朗

## 系譜
- 横山氏　先祖は宇多源氏佐々木氏の流れを汲む尼子方武将だったが主家滅亡後郷に下り妻方となる一豪族と結ばれてその妻方の姓“横山”を名乗ったという伝承がある。安来山城屋元祖与一右衛門は安来与頭､宗旨庄屋､三男の六太郎は母里藩士･桑垣六左衛門の娘婿となり尼子の筆頭家老宇山飛騨守の名跡を興し清左衛門を名乗り母里宇山家の初代となる。安来町長､県会議員等を務めた8代目栄之助は若槻禮次郎元首相と親交があり若槻より栄之助への親書（書簡）の一つは粂一郎二男英爾方にて保存されている。[1]

```
（母里宇山家元祖､妻は母里藩士桑垣氏の娘おすえ､宇山家を興す､宇山虎三郎､種之助は山林大地主田部家へ養子入り）
　　　　　┏清左衛門━伝左衛門━次郎左衛門…清左衛門━数馬┳清左衛門┳昌太郎
　　　　　┃（宇山氏）　　　　　　　　　　　　　　　　　　┗虎三郎　┗種之助
　　　　　┃　　　　　　　　　　　　　　　　　　　　　　長右衛門 (21代)長右衛門 (22代)
　　　　　┣又左衛門…与一右衛門┳為右衛門　　　　　　　（田部氏）
　　　　　┃　　　　　　　　　　┣豊之助
　　　　　┣猿松　　　　　　　　┣為八（与右衛門）
与一右衛門┫　　　　　　　　　　┣五七郎（佐五右衛門）
（横山氏）┣惣之助　　　　　　　┗善蔵
　　　　　┃
　　　　　┣与三右衛門
　　　　　┃
　　　　　┣兵左衛門…豊之助…兵右衛門━重左衛門…重左衛門━重左衛門正胤┳栄之助━律━┳重之
　　　　　┃　　　　　　　　　　　　　（栄五郎）（雄兵衛）　　　　　　　┣佐二郎　　　┗春樹
　　　　　┗儀右衛門　　　　　　　　　　　　　　　　　　　　　　　　　　┗粂一郎┳正克
　　　　　　　　　　　　　　　　　　　　　　　　　　　　　　　　　　　　　　　　┗英爾━正夫

```